# 山崎本線料金所
山崎本線料金所（やまさきほんせんりょうきんじょ）は、かつて兵庫県宍粟郡山崎町（現在の宍粟市）にあった中国自動車道の本線料金所。
通行券の交換業務（吹田方面はパンチカード通行券、下関方面は磁気通行券）や、不正通行防止のための検札業務（キセル行為によるものなど）を目的として、1983年の中国自動車道全線開通に先立ち、同年2月に設置され業務を開始した。その後、通行券の交換業務については、1988年12月1日から吹田方面も磁気通行券に切り替わったため、それ以降は検札業務のみとなった。
地方のICにも自動車ナンバー自動読取装置の設置が完了したことやETCの普及、山陽自動車道の全線開通により、当料金所を通過する車両が減少したことなどを背景に2004年12月に廃止となった。
跡地に料金所の建造物はほとんど残っていないが、道路の路肩には料金所の舗装が2014年3月時点までは残っていた。
現在は、跡地に播磨自動車道と接続する宍粟ジャンクションが整備されている。

## 道路
- E2A 中国自動車道

## 料金所施設
ブース数：8

### 広島方面
- ブース数：4
  - ETC専用：1
  - ETC/一般：1
  - 一般：2

### 吹田方面
- ブース数：4
  - ETC専用：1
  - 一般：3

## 隣
E2A 中国自動車道
(10)山崎IC - (10-1)宍粟JCT -  山崎TB - 揖保川PA